# 대변 결석
대변 결석(Fecalith)은 대변이 굳어 생긴 돌을 말한다.  크기는 다양하게 있으며 내장 기관에서도 생기나 주로 대장에서 발생한다.  충수에서 발생할 때는 충수 분석 (appendicolith) 로 불린며 충수염과 함께 발생한다.  